# Собор Діви Марії в Марселі
Собор Діви Марії в Марселі (Cathédrale Sainte-Marie-Majeure de Marseille або Cathédrale de la Major) — римо-католицький собор в Марселі, кафедральний храм Марсельської архідієцезії.
Побудований у візантійсько-римському стилі в 1852—1896 роках. З 1896 має статус базиліки.

## Історія
Починаючи з V століття на цьому місці розташовувалось багато релігійних будівель. Нинішня церква, Новий собор, розташована на захід від залишків давнього романського собору, Старого собору. Під час закладання фундаменту нового храму було виявлено третю, давньохристиянську церкву, а також гальський баптистерій, встановлений на цьому ж місці.

### Первісна церква
Від первісної церкви залишилось небагато. Кілька фрагментів мозаїки підлоги та давній баптистерій були виявлені під час будівництва нової катедри у ХІХ столітті. Ці залишки зникли і нам відомі лише з описів Ф. Рустана. Під час пізніших розкопок було виявлено інші фрагменти мозаїки. Кілька фрагментів стіни з рожевого вапняку з Ля-Куронн (La Couronne) вказують на те, що використані матеріали дуже подібні до матеріалів романської церкви. Порівнюючи ці відкриття, з'ясовується, що первісна церква була більш ніж 60 м у довжину та від 26 до 34 м у ширину.
В епоху Каролінгів храм було відреставровано, а в ХІ столітті було реконструйовано апсиду. Ця реконструкція відрізняється від первісної церкви використанням білого вапняку.

### Старий храм
Стара церква у романському стилі була збудована у ХІІ столітті. Під час будівництва нового храму, старий мали знищити, але це викликало протести, тому хор і Травея були збережені.

### Новий храм
За ініціативи єпископа Ежена де Мазено 1852 року було розпочате будівництво Нового храму. Перший камінь був закладений 26 вересня 1852 принцом-президентом Луї-Наполеоном Бонапартом. Його успішні архітектори значною мірою погодились на Історизм (мистецтво).
В архітектурі храму візантійський стиль (використання мозаїки, куполів) поєднується з романським та готикою.
Хрестоподібний план був задуманий Леоном Водоєром у романо-візантійському стилі. Одночасна присутність дзвіниць та куполів вказує на бажання архітектора поєднати Захід зі Сходом за моделлю Нотр-Дам-де-Дом у Авіньйоні, який у свою чергу натхненний візантійськими церквами Стамбула.
Сконструйований, як тричастинна композиція з монументальним портиком, обрамленим двома вежами, собор формує екстраординарний архітектурний ансамбль, якому не було рівних у ХІХ столітті. Будівництво тривало 40 років і на сьогоднішній день покриття для склепінь та куполів ще не закінчене.
Для будівництва храму використане різноманітне каміння: зелений камінь з Флоренції, білий мармур з Каррари, каміння з Калісана та Гара, онікс з Італії та Тунісу, мозаїки з Венеції.
Після смерті Вадоєра у 1872 році будівництво продовжувалось під керівництвом  його учня та соратника, німського архітектора Анрі Есперандьє (помер у 1874), а завершив спорудження собору архітектор Анрі Ревуаль.
30 листопада 1893 року собор був представлений єпископу Жану-Луї Роберу. 24 січня 1896 папа Лев XIII надав йому статусу малої базиліки, а 6 травня 1897 катедру було освячено.
Збудований в період між 1852 та 1893 роками, собор був найбільшою спорудою, збудованою з часів Середньовіччя. Постановою від 9 серпня 1906 йому було надано статусу історичної пам'ятки.

## Опис
Довжина собору 142 м, вежі портика сягають 60 м у висоту, висота нефа 20 м, центральний купол з діаметром 17,5 м. Хор оточений дуже довгим деамбулаторієм, у якому влаштовані блискучі каплиці.
Розміри собору дозволяють вмістити 3000 людей.

## Процесія 15 серпня
Щороку, на свято Успіння Богородиці влаштовується процесія до Мадонни. Золоту Діву виносять з храму та проносять старими вулицями сусіднього кварталу Паньє. На руки Богородиці вішають вервички (розарії) та прохання, до неї підносять дітей, витирають хустинками її золотий плащ (зберігаються до 15 серпня наступного року, як запорука заступництва).

## Галерея зображень

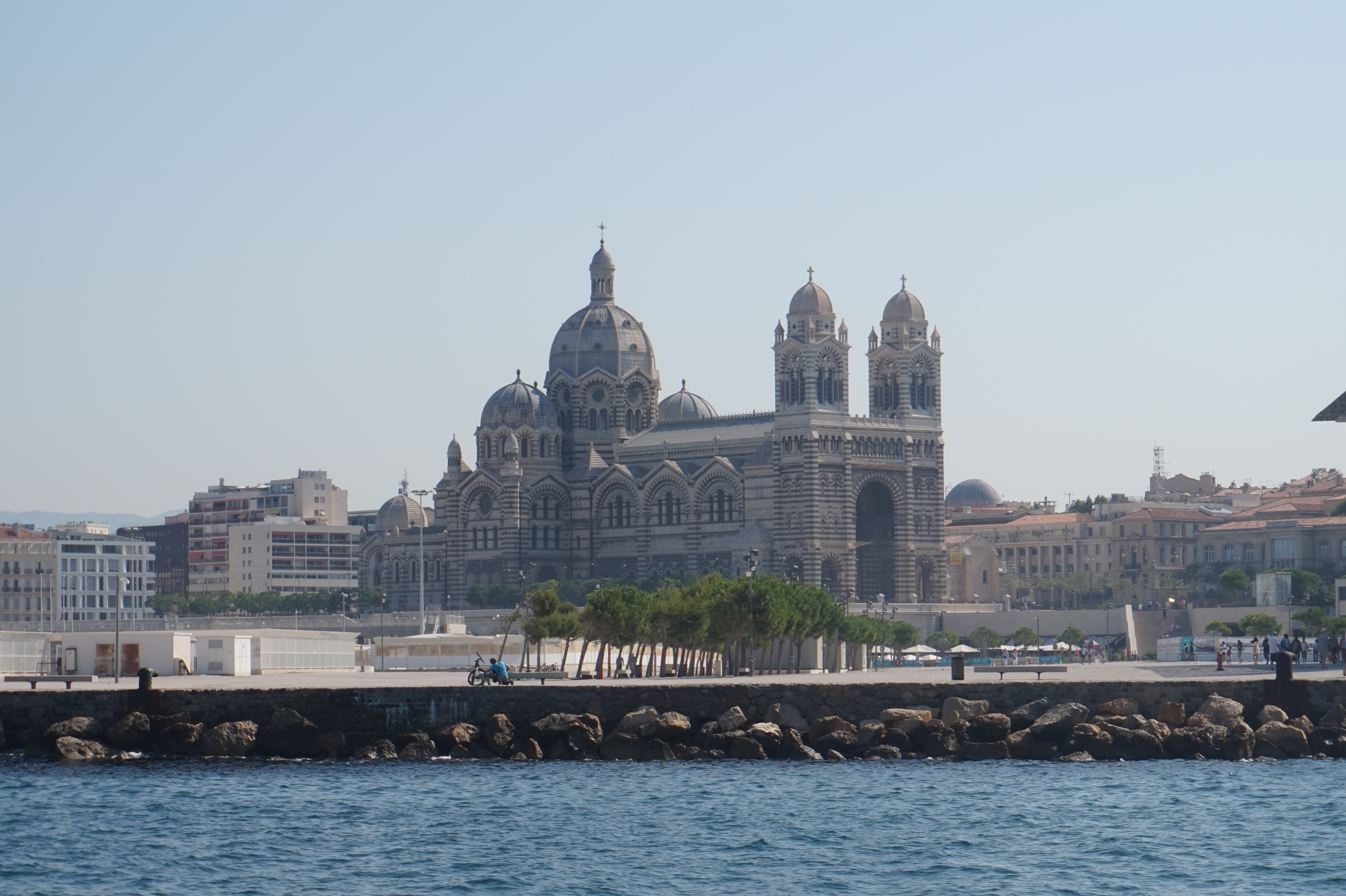
Собор Діви Марії в Марселі, вид з моря
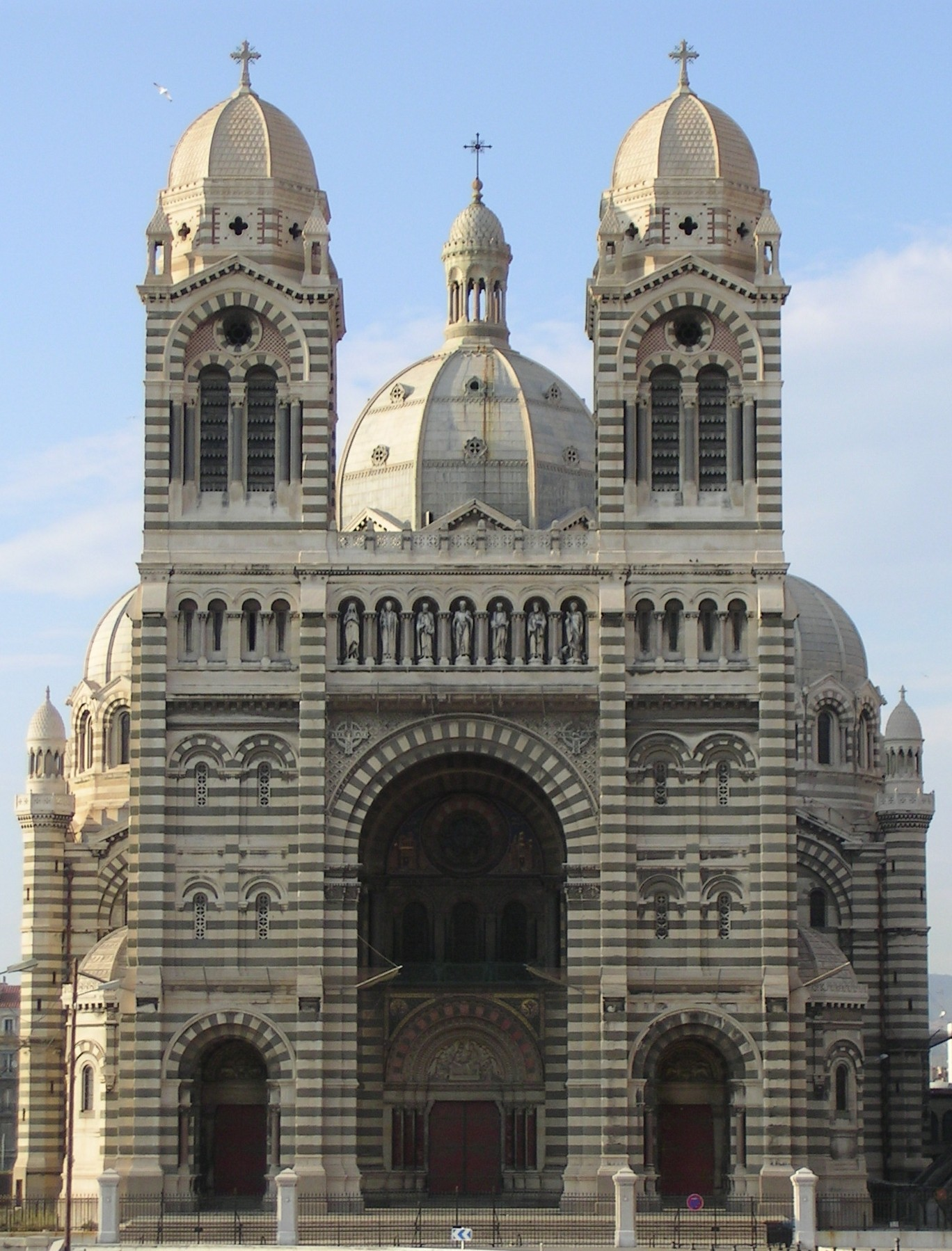
Собор Діви Марії в Марселі
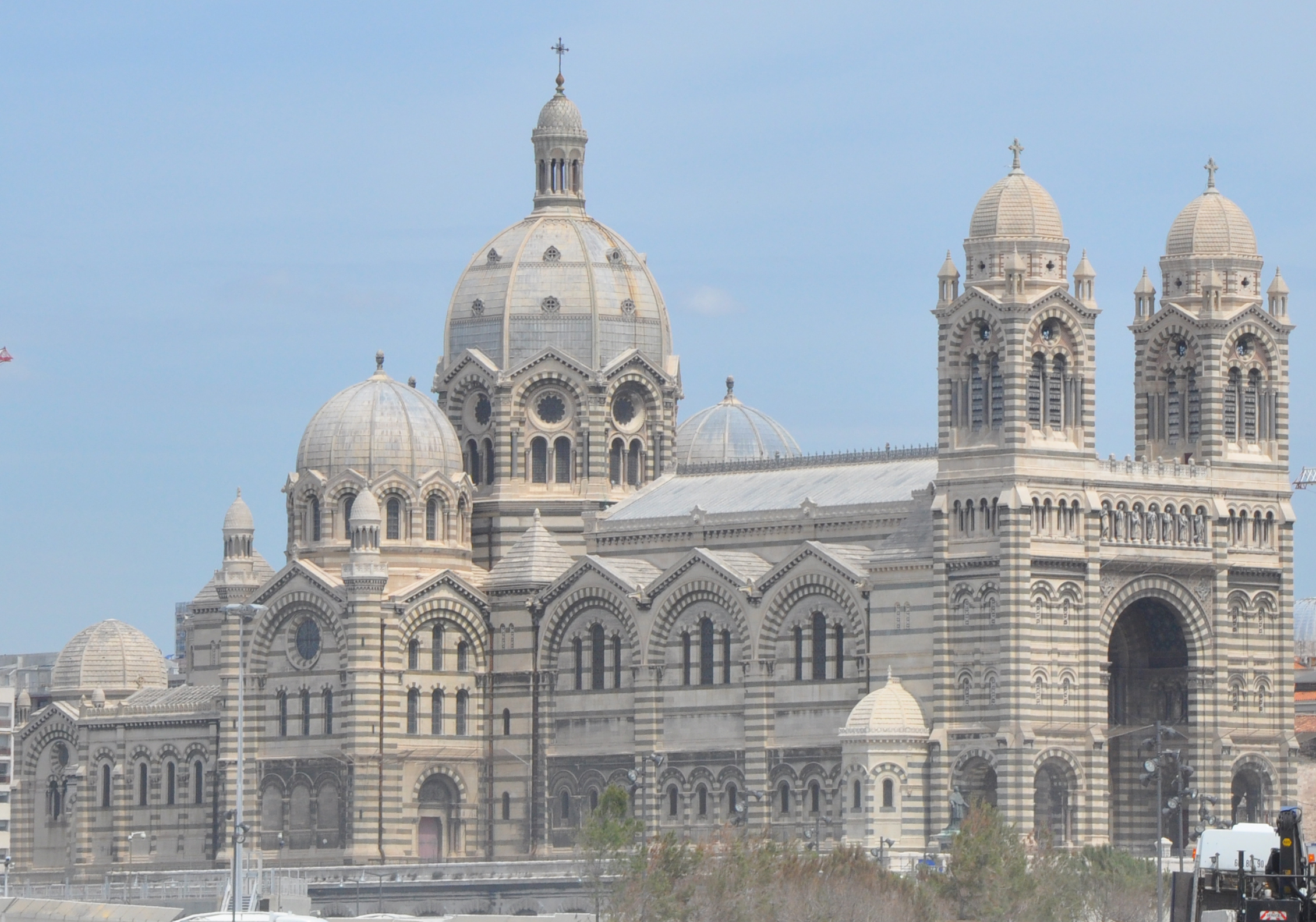
Собор Діви Марії в Марселі
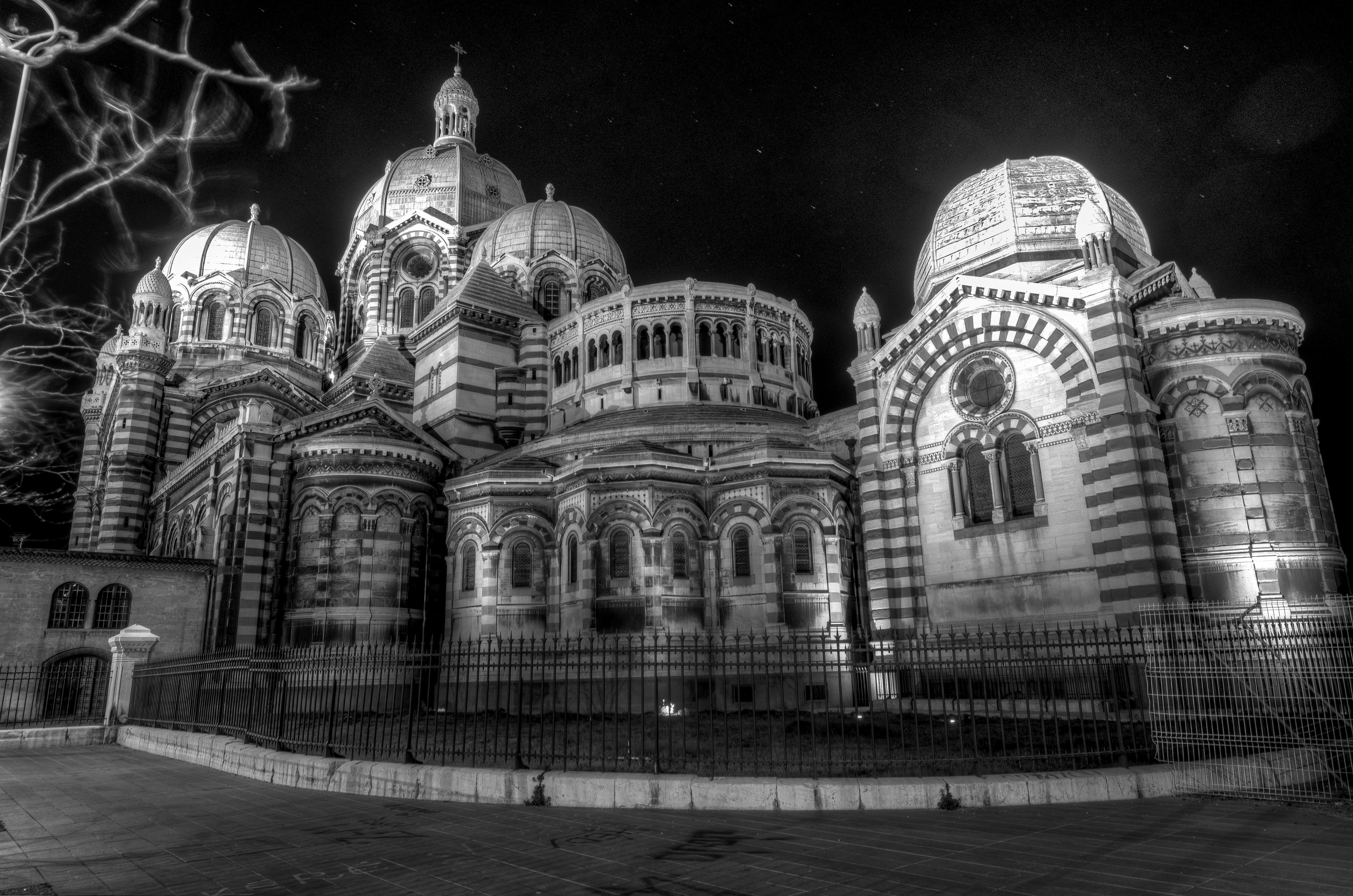
Собор Діви Марії в Марселі вночі
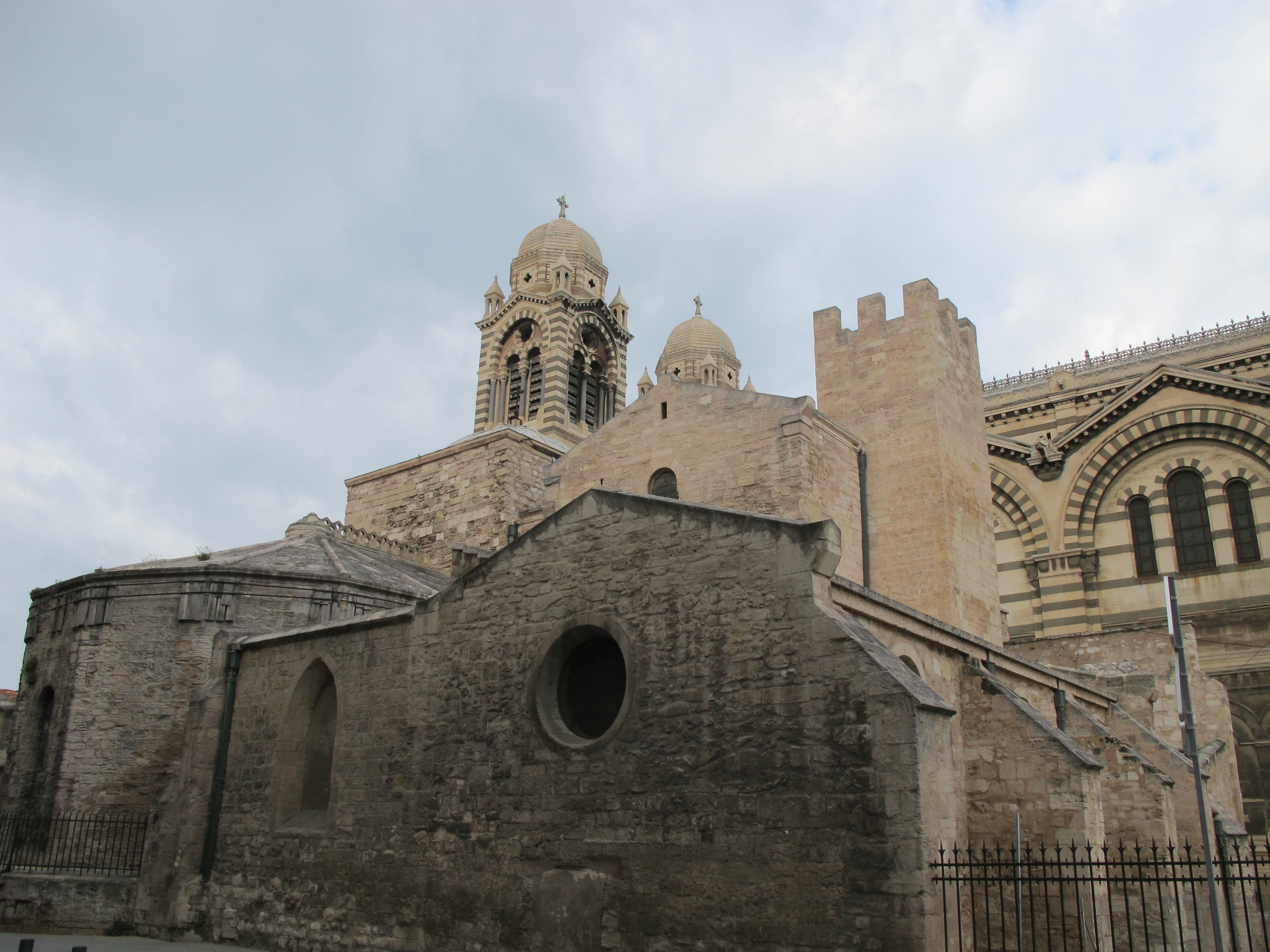
Собор Діви Марії в Марселі, старий храм та новий
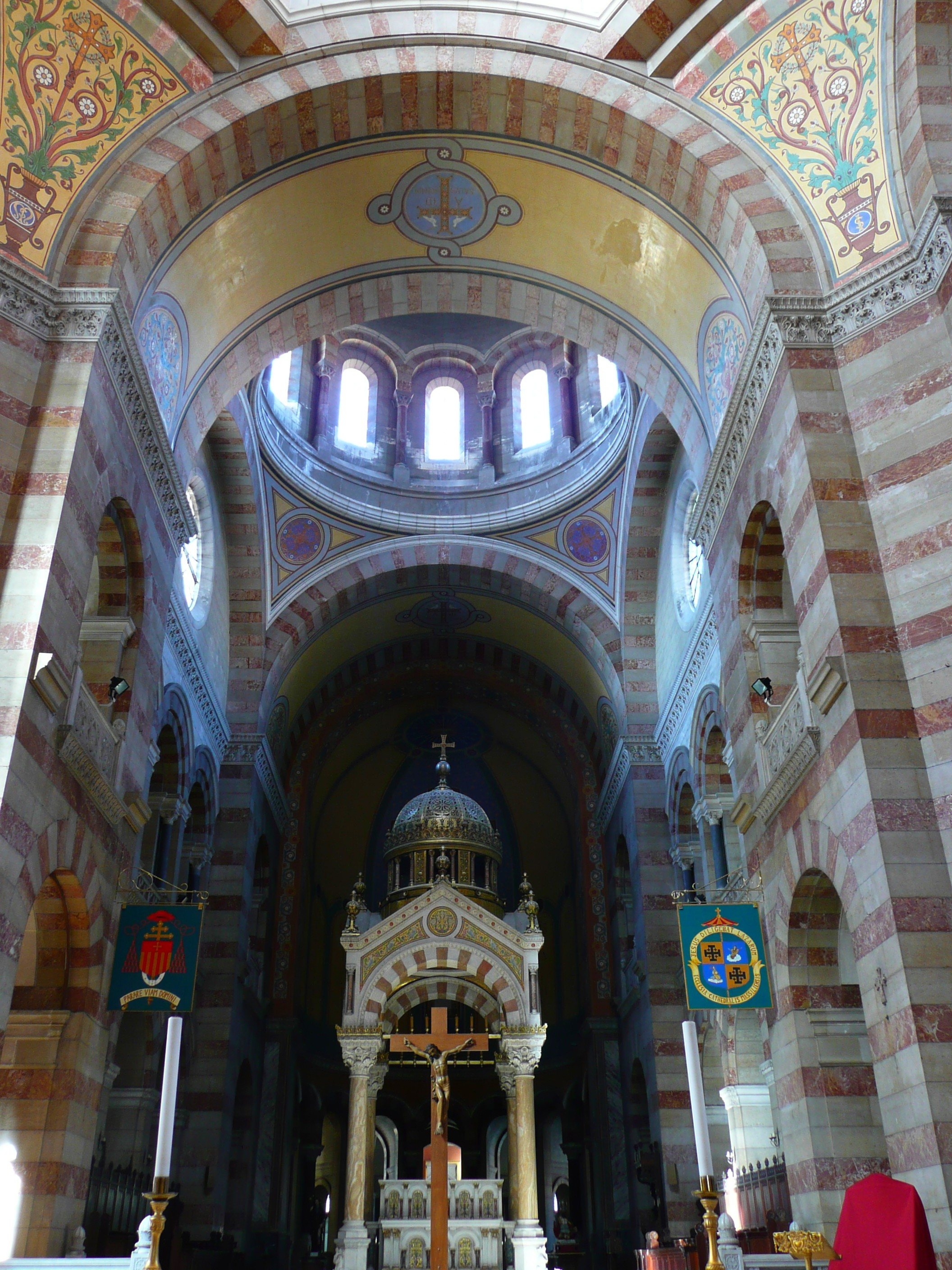
Собор Діви Марії в Марселі, інтер'єр
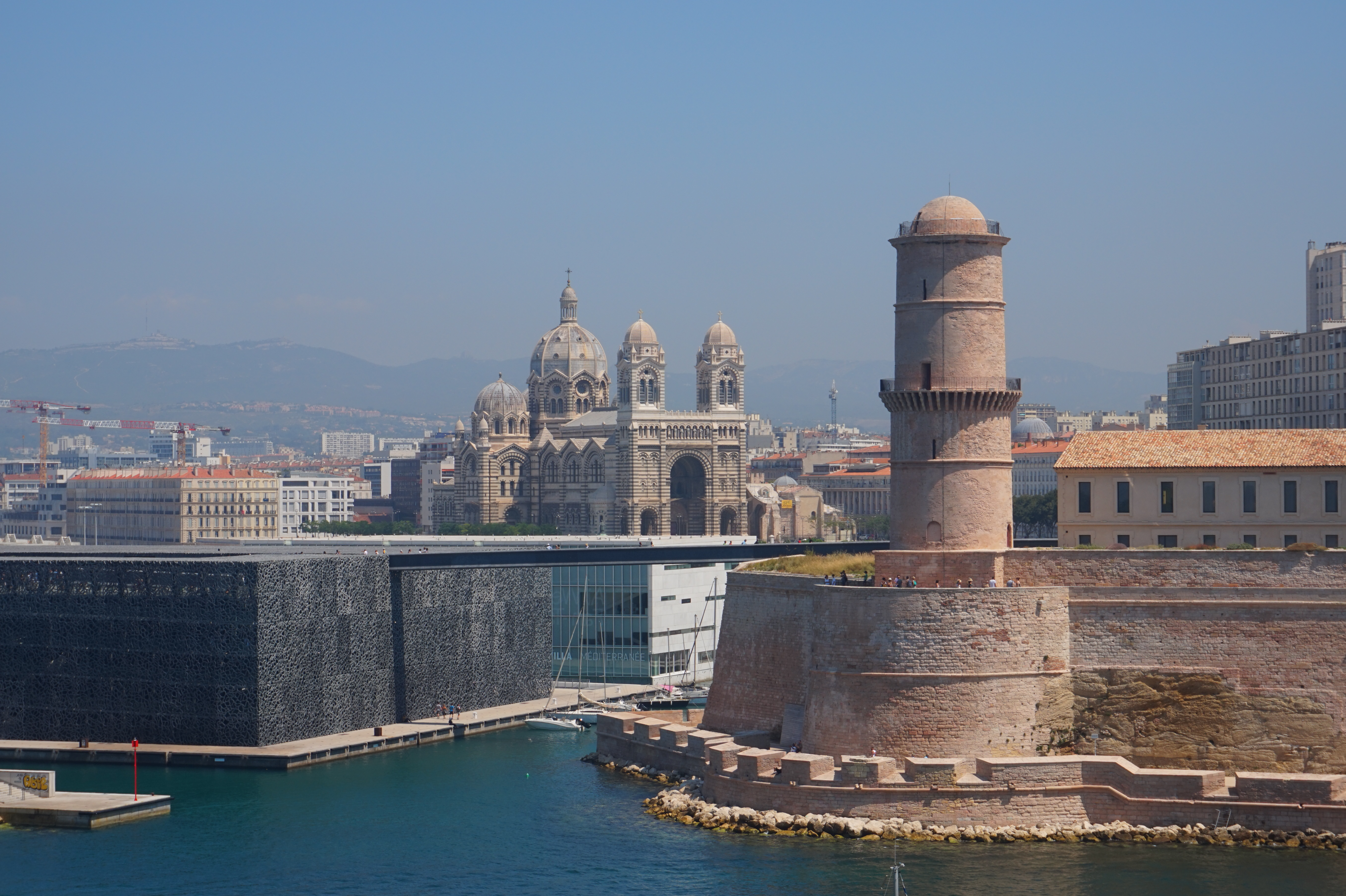
Вид на Собор Діви Марії та Музей цивілізацій Європи і Середземномор'я в Марселі